# Jeffrey Batchelor
Jeffrey Batchelor –conocido como Jeff Batchelor– (Oakville, 29 de abril de 1988) es un deportista canadiense que compitió en snowboard. Ganó una medalla de plata en el Campeonato Mundial de Snowboard de 2009, en la prueba de halfpipe.

## Medallero internacional
| Campeonato Mundial | Campeonato Mundial         | Campeonato Mundial | Campeonato Mundial |
| Año                | Lugar                      | Medalla            | Competición        |
| ------------------ | -------------------------- | ------------------ | ------------------ |
| 2009               | Hoengseong (Corea del Sur) | Medalla de plata   | Halfpipe           |